# عجایب علاءالدین
عجایب علاءالدین (به ایتالیایی: Le meraviglie di Aladino) فیلمی محصول سال ۱۹۶۱ به کارگردانی ماریو باوا و هنری لوین است. در این فیلم بازیگرانی همچون دانالد اوکانر، نوئل آدام، ویتوریو دسیکا، آلدو فابریتسی، ترنس هیل، میشل مرسیه، میلتون رید، فائوستو توتسی، توم فلگی، آدریانا فاکتی و مارکو تولی ایفای نقش کرده‌اند.